# El despertar (novel·la de Chopin)
El Despertar és una novel·la de Kate Chopin, que es va publicar per primera vegada el 1899. L'obra ambientada a l'entorn de la Louisiana del final del segle XIX inclou Nova Orleans i el golf de Mèxic. La història gira al voltant d'Edna Pontellier i el seu conflicte amb els costums socials que predominaven a l'Amèrica del Sud a principis de segle XIX entre les seves visions cada cop més poc convencionals sobre la feminitat i la maternitat.
L'obra de Chopin tracta sobre una dona que, farta de la vida que portava, va voler inventar-se'n una de nova, aquest seria el principal argument que, una vegada publicat el llibre crearia força polèmica en els Estats Units, aquest fet acabaria comportant la censura durant molts anys.
El despertar és una de les primeres novel·les nord-americanes que se centren en temes de dones sense ser paternalistes és aquesta. És considerada un clàssic i una obra de referència del feminisme.
La novel·la combina la narrativa realista, comentaris socials, juntament amb la complexitat de la psicologia humanista, això fa que la novel·la sigui pionera en la literatura modernista nord-americana. Es fa ressò dels escrits de contemporanis com Edith Wharton i Henry James i prefigura les obres de novel·listes nord-americans com Ernest Hemingway i William Faulkner.
La novel·la El despertar, en lloc de guanyar premis i reconeixement, va ser mal rebuda en la seva època. L'obra es va considerar escandalosa i inadequada a causa de la seva representació honesta i crítica de la vida d'una dona en la societat nord-americana de l'època victoriana.
Malgrat la mala recepció inicial, el llibre ha estat reavaluat i ha guanyat un gran reconeixement crític actualment. L'obra és considerada una de les primeres novel·les feministes de la literatura nord-americana i ha estat objecte de nombrosos estudis i anàlisis.

## Resum
La novel·la tracta sobre la història d'Edna, una dona que intenta reconciliar les seves obligacions com a esposa i mare amb el desig de llibertat i independència social.
A les vacances d'estiu a Grand Isle, es fa amiga d'Adèle i comença a enamorar-se de Robert Lebrun. Després de la seva tornada a Nova Orleans, comença a aïllar-se de la societat i a retirar-se dels deures associats amb la maternitat. El seu marit es preocupa per la seva salut mental i la deixa sola durant un llarg període.
L'Edna comença una aventura amb Alcée Arobin, però no acaben d'encaixar. Mademoiselle Reisz, una pianista, és l'altra persona a qui l'Edna acudeix durant aquest període de solitud. Quan en Robert torna a Nova Orleans, confessa el seu amor per ella. Després d'ajudar l'Adèle amb el seu part, troba una nota d'en Robert on li diu que se'n va i que no tornarà. Finalment, l'Edna queda destrossada i torna a Grand Isle, on acaba per suïcidar-se a les aigües del Golf de Mèxic.

## Censura
El despertar va ser especialment polèmic quan es va publicar el 1899. Tot i que la novel·la mai va ser tècnicament prohibida, va ser censurada. La novel·la de Chopin va ser considerada immoral per les seves representacions comparativament franques del desig sexual femení i per la seva representació d'una protagonista que es va irritar contra les normes socials i els rols de gènere establerts.
L'obra, escrita l'any 1899 va ser fortament criticada més pel tema moral que no pas per la seva forma literària. Entre els temes que van portar a la censura del llibre hi trobem, el d'una esposa que decideix trencar els esquemes de l'època i explorar la sexualitat fora del matrimoni, impensable a finals del segle xix. També, hi trobem el caràcter de denúncia i reivindicació de la dona envers la situació de les dones en aquella època.
La premsa de l'època també es va fer ressò de la polèmica servida en el llibre, publicant diverses crítiques com la República de Sant Lluís, que va etiquetar la novel·la com "verí" i "una beguda massa forta per a nens morals". També l'autora va rebre crítiques com la de Chicago Times Herald, que deia "No era necessari que una escriptora de tan gran refinament i gràcia poètica entrés en el camp de la ficció sexual", o The Nation que afirmava "No cal que ens haguessin posat davant la incomoditat de llegir sobre ella".